# Dealu Morii (gmina)
Dealu Morii – gmina w Rumunii, w okręgu Bacău. Obejmuje miejscowości Banca, Bălănești, Blaga, Boboș, Bodeasa, Bostănești, Calapodești, Căuia, Dealu Morii, Dorofei, Ghionoaia, Grădești, Negulești i Tăvădărești. W 2011 roku liczyła 2739 mieszkańców.